# Genova San Biagio
Genova San Biagio (wł.: Stazione di Genova San Biagio) – przystanek kolejowy w Genui, w regionie Liguria, we Włoszech. Znajdują się tu 2 perony.